# 大臣嶺
78°12′S 163°12′E / 78.200°S 163.200°E
大臣嶺（英語：Chancellor Ridge）是南極洲的山嶺，位於維多利亞地的斯科特海岸，處於瓦科特冰川和豪欽冰川之間，屬於皇家學會嶺的一部分，現時由南極條約體系管理。